# Synaphobranchidae
Famille
Les anguilles égorgées  (Synaphobranchidae) est une famille de poissons téléostéens serpentiformes.

## Liste des genres
- sous-famille Ilyophinae
  - genre Atractodenchelys Robins et Robins, 1970
  - genre Dysomma Alcock, 1889
  - genre Dysommina Ginsburg, 1951
  - genre Ilyophis Gilbert, 1891
  - genre Linkenchelys Smith, 1989
  - genre Meadia Böhlke, 1951
  - genre Thermobiotes Geistdoerfer, 1991
- sous-famille Simenchelyinae
  - genre Simenchelys Gill in Goode et Bean, 1879
- sous-famille Synaphobranchinae
  - genre Haptenchelys Robins et Martin in Robins et Robins, 1976
  - genre Histiobranchus Gill, 1883
  - genre Synaphobranchus Johnson, 1862